# Charlieu-Belmont Communauté
La Charlieu-Belmont Communauté est une communauté de communes française, située dans le département de la Loire en région Auvergne-Rhône-Alpes.

## Historique
Elle est créée  le 1er janvier 2013 par la fusion des communautés de communes du Canton de Belmont-de-la-Loire et du Pays de Charlieu. Le nom de « Charlieu-Belmont Communauté » est officiellement pris par arrêté préfectoral du 25 octobre 2013.

## Territoire communautaire

### Composition
La communauté de communes est composée des 25 communes suivantes :

| Nom                         | Code Insee | Gentilé      | Superficie (km2) | Population (dernière pop. légale) | Densité (hab./km2) |
| --------------------------- | ---------- | ------------ | ---------------- | --------------------------------- | ------------------ |
| Charlieu (siège)            | 42052      | Charliendins | 6,7              | 3 703 (2022)                      | 553                |
| Arcinges                    | 42007      | Blottis      | 3,44             | 217 (2022)                        | 63                 |
| Belleroche                  | 42014      | Bellerochons | 13,93            | 313 (2022)                        | 22                 |
| Belmont-de-la-Loire         | 42015      | Belmontais   | 23,71            | 1 429 (2022)                      | 60                 |
| La Bénisson-Dieu            | 42016      | Bayerots     | 11,12            | 425 (2022)                        | 38                 |
| Boyer                       | 42025      | Boëtrats     | 5,18             | 196 (2022)                        | 38                 |
| Briennon                    | 42026      | Briennonais  | 23,84            | 1 718 (2022)                      | 72                 |
| Le Cergne                   | 42033      | Cergnerots   | 5,93             | 614 (2022)                        | 104                |
| Chandon                     | 42048      | Chandonnais  | 12,38            | 1 440 (2022)                      | 116                |
| Cuinzier                    | 42079      | Cuinzerots   | 5,62             | 705 (2022)                        | 125                |
| Écoche                      | 42086      | Écochois     | 11,7             | 515 (2022)                        | 44                 |
| La Gresle                   | 42104      | Greslois     | 14,75            | 849 (2022)                        | 58                 |
| Jarnosse                    | 42112      | Jarnossiens  | 11,88            | 397 (2022)                        | 33                 |
| Maizilly                    | 42131      | Maizillons   | 5,12             | 322 (2022)                        | 63                 |
| Mars                        | 42141      | Moraillons   | 12,03            | 560 (2022)                        | 47                 |
| Nandax                      | 42152      | Nanderots    | 8,03             | 564 (2022)                        | 70                 |
| Pouilly-sous-Charlieu       | 42177      | Pouillerots  | 15,99            | 2 584 (2022)                      | 162                |
| Saint-Denis-de-Cabanne      | 42215      | Dionysiens   | 7,65             | 1 252 (2022)                      | 164                |
| Saint-Germain-la-Montagne   | 42229      |              | 12,54            | 215 (2022)                        | 17                 |
| Saint-Hilaire-sous-Charlieu | 42236      |              | 13,51            | 540 (2022)                        | 40                 |
| Saint-Nizier-sous-Charlieu  | 42267      | Nizois       | 12,83            | 1 689 (2022)                      | 132                |
| Saint-Pierre-la-Noaille     | 42273      |              | 7,21             | 381 (2022)                        | 53                 |
| Sevelinges                  | 42300      | Sevelingeois | 8,19             | 650 (2022)                        | 79                 |
| Villers                     | 42333      | Villerois    | 5,73             | 599 (2022)                        | 105                |
| Vougy                       | 42338      | Vougerots    | 20,9             | 1 523 (2022)                      | 73                 |

### Démographie
| 1968   | 1975   | 1982   | 1990   | 1999   | 2007   | 2012   | 2017   |
| ------ | ------ | ------ | ------ | ------ | ------ | ------ | ------ |
| 21 180 | 21 081 | 22 306 | 22 230 | 22 173 | 23 043 | 23 514 | 23 357 |

## Administration

### Siège
Le siège de la communauté de communes est situé à Charlieu.

### Les élus
Le conseil communautaire de la communauté de communes se compose de 41 conseillers représentant chacune des communes membres et élus pour une durée de six ans.
Ils sont répartis comme suit :
| Nombre de conseillers | Communes                                                    |
| --------------------- | ----------------------------------------------------------- |
| 6                     | Charlieu                                                    |
| 4                     | Pouilly-sous-Charlieu                                       |
| 3                     | Briennon, Saint-Nizier-sous-Charlieu                        |
| 2                     | Belmont-de-la-Loire, Chandon, Saint-Denis-de-Cabanne, Vougy |
| 1                     | les autres communes                                         |

### Présidence
Le président de la communauté de communes est René Valorge, maire SE de Saint-Denis-de-Cabanne.
| Période                                  | Période  | Identité     | Étiquette | Qualité                         |
| ---------------------------------------- | -------- | ------------ | --------- | ------------------------------- |
| Les données manquantes sont à compléter. |          |              |           |                                 |
|                                          | En cours | René Valorge | SE        | maire de Saint-Denis-de-Cabanne |

### Régime fiscal et budget
Le régime fiscal de la communauté de communes est la fiscalité professionnelle unique (FPU).

## Pour approfondir